# Diplazium pedicellatum
Diplazium pedicellatum là một loài dương xỉ trong họ Athyriaceae. Loài này được Parris mô tả khoa học đầu tiên năm 1986.
Danh pháp khoa học của loài này chưa được làm sáng tỏ. 